# Seyðisfjörður
Seyðisfjörður és una petita població ubicada en els fiords orientals d'Islàndia molt propera al fiord de Seyðisfjörður i que pertany al municipi de Múlaþing. Es troba a 27 km d'Egilsstaðir. Seyðisfjörður és envoltada de muntanyes per tres costats i hi existeixen nombrosos salts d'aigua. Aquesta localitat és coneguda pels seus antics edificis de fusta.
Després del tancament de la pesqueria local, el poble ha centrat la seva economia en el turisme tot i que segueix essent un important port pesquer a la costa est islandesa. A més, Seyðisfjörður frueix d'un ambient cultural molt interessant, ja que és el nucli de moltes activitats culturals dels encontorns i la seu de molts museus.
Els primers pobladors, pescadors noruecs, es van assentar a la zona de Seyðisfjörður l'any 1848. Aquests habitants van bastir molts dels edificis que encara avui hi existeixen. Seyðisfjörður va ésser emprada com a base militar per les forces britàniques i estatudinenques durant la Segona Guerra Mundial.

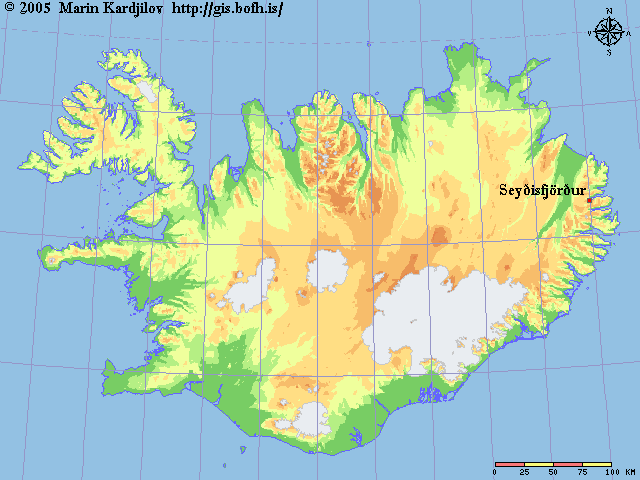
Situació de Seyðisfjörður a l'illa d'Islàndia